# Начало (газета)
«Начало» — ежедневная санкт-петербургская газета социал-демократическая газета, Орган фракции меньшевиков.
Выходила в Санкт-Петербурге с 13 ноября 1905 г.; издатель С. Н. Салтыков, редактор-издатель Д. М. Герценштейн.
За печатание первого рабочего манифеста закрыта на № 16, от 2 декабря 1905 г. С 6 декабря, взамен обеих закрытых социал-демократических газет «Начало» и «Новой Жизни», под объединённой редакцией стала выходить ежедневная газета «Северный Край», закрытая на № 3 от 16 декабря 1905 г. за печатку второго рабочего манифеста; издатель Бродский, редактор С. Салтыков.
Взамен её 18 декабря 1905 г. вышел первый номер газеты «Наш Голос» — редактор Д. М. Герценштейн, издатель С. Н. Салтыков. Второй номер этой газеты не вышел, так как редактор и издатель были арестованы, а типография запечатана.